# Sparkasse Gelsenkirchen
Die Sparkasse Gelsenkirchen (offizielle Firmierung laut Handelsregister: Stadt-Sparkasse Gelsenkirchen) ist eine Sparkasse in Nordrhein-Westfalen mit Sitz in Gelsenkirchen. Sie ist eine Anstalt des öffentlichen Rechts.

## Geschäftsgebiet und Träger

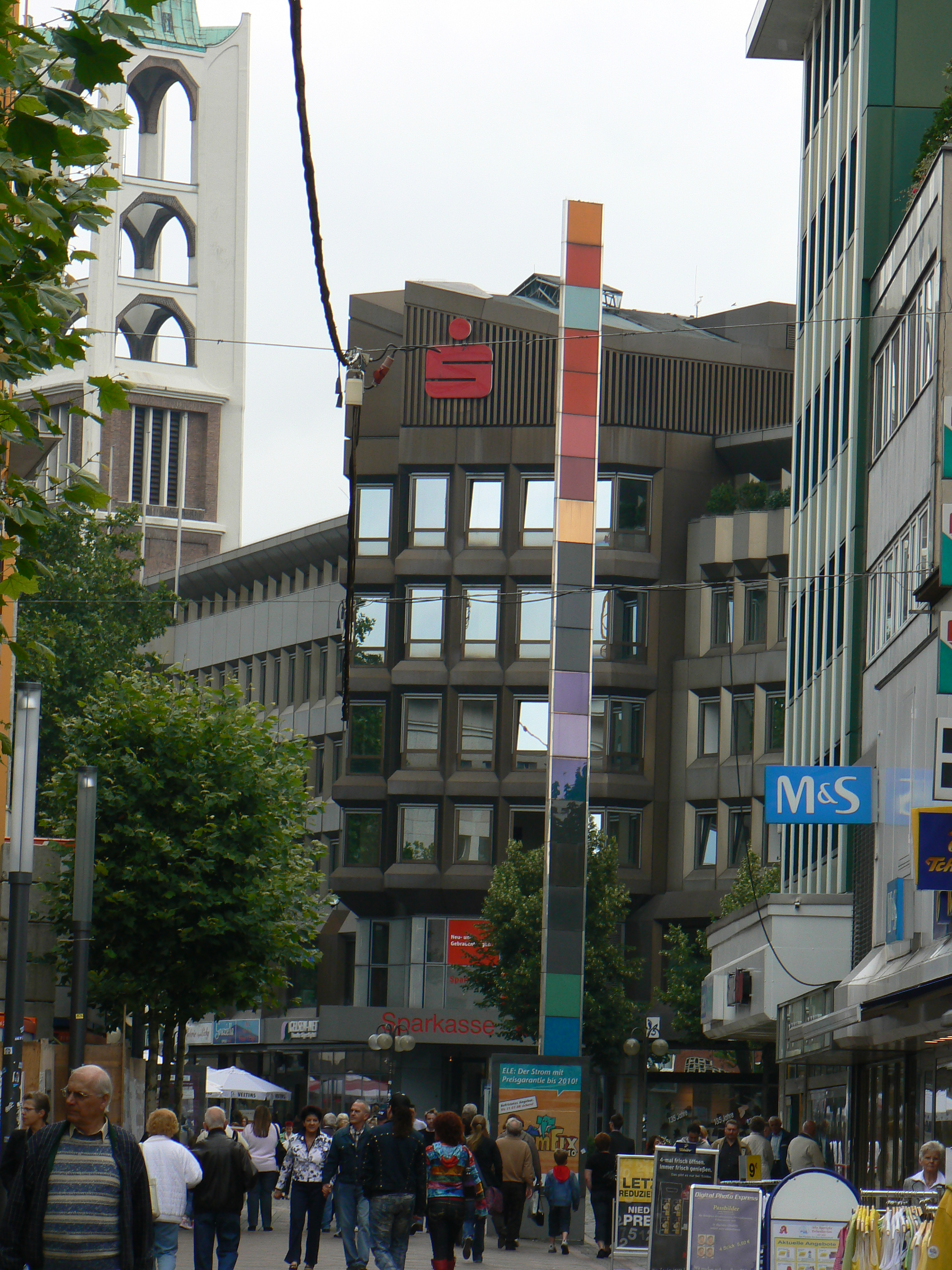
Gelsenkirchener Prisma (1994) vor der Sparkasse

Das Geschäftsgebiet der Sparkasse Gelsenkirchen umfasst die kreisfreie Stadt Gelsenkirchen, welche auch Trägerin der Sparkasse ist.

## Geschäftszahlen
Die Sparkasse Gelsenkirchen wies im Geschäftsjahr 2024 eine Bilanzsumme von 3,779 Mrd. Euro aus und verfügte über Kundeneinlagen von 2,971 Mrd. Euro. Gemäß der Sparkassenrangliste 2024 liegt sie nach Bilanzsumme auf Rang 136. Sie unterhält 27 Filialen/Selbstbedienungsstandorte und beschäftigt 645 Mitarbeiter.

## Sparkassen-Finanzgruppe
Die Sparkasse Gelsenkirchen ist Teil der Sparkassen-Finanzgruppe und gehört damit auch ihrem Haftungsverbund an. Er sichert den Bestand der Institute und sorgt dafür, dass sie auch im Fall der Insolvenz einzelner Sparkassen alle Verbindlichkeiten erfüllen können. Die Sparkasse vermittelt Bausparverträge der regionalen Landesbausparkasse, offene Investmentfonds der Deka und Versicherungen der Provinzial NordWest. Im Bereich des Leasing arbeitet die Sparkasse Gelsenkirchen mit der  Deutschen Leasing zusammen. Die Funktion der Sparkassenzentralbank nimmt die Landesbank Hessen-Thüringen wahr.